# خوسيه باريتو (لاعب كرة قدم)
خوسيه باريتو هو لاعب كرة قدم برازيلي في مركز الهجوم، ولد في 3 سبتمبر 1976 في بورتو أليغري في البرازيل. لعب مع غريميو بورتو أليغرينزي وكاواساكي فرونتالي ونادي بهوانيفور لكرة القدم ونادي بينانق ونادي موهون باغان.

## وصلات خارجية
- خوسيه باريتو (لاعب كرة قدم) على موقع قاعدة بيانات كرة القدم.إي يو (الإنجليزية)
- خوسيه باريتو (لاعب كرة قدم) على موقع Soccerway.com (الإنجليزية)